# Jia Xueying
Jia Xueying (17 de agosto de 1978) es una deportista china que compitió en judo. Ganó una medalla de oro en el Campeonato Asiático de Judo de 2003 en la categoría abierta.

## Palmarés internacional
| Campeonato Asiático | Campeonato Asiático  | Campeonato Asiático | Campeonato Asiático |
| Año                 | Lugar                | Medalla             | Categoría           |
| ------------------- | -------------------- | ------------------- | ------------------- |
| 2003                | Jeju (Corea del Sur) | Medalla de oro      | Abierta             |